# 美国工业设计师协会
美国工业设计师协会（英語：Industrial Designers Society of America, IDSA）是美国工业设计师的专业组织。

## 历史
于1965年，由美国三个与工业设计相关的组织合并而成，它们是美国设计师协会（American Designers Institute, ADI）、全美工业设计师协会（American Society of Industrial Design, ASID）、美国工业设计教育联合会（Industrial Design Education Association, IDEA）。
IDSA为会员制，设七类会员，专业会员（Professional Member）、终身会员（Life Member）、特别会员（Fellow Member）、荣誉会员（Honorary Member）、国际会员（International Member）、隶属会员（Affiliate Member）以及独立学生会员（Individual Student Member）。
协会发行2份月刊，《创新杂志》（Innovation Magazine）和《设计视角》（Design Perspectives），并每年合订一本会员名册。
协会下设的IDSA奖是全球工业设计界重要的评奖活动之一。